# Gérard Poulet
Gérard Poulet   (Baiona, 12 d'agost de 1938) és un violinista francès.

## Biografia
Fill del director Gaston Poulet, Gérard Poulet va començar a estudiar el violí als cinc anys. Als 11 anys va ingressar al Conservatori Nacional de Música de París a la classe d'André Asselin i va guanyar per unanimitat el primer premi de violí als 12 anys. Va actuar a la Salle Gaveau el mateix any sota la direcció del seu pare amb lOrchester Colonne.
El 1956 va guanyar el 1r Gran Premi al Concurs Internacional de Violí Niccolò Paganini de Gènova i després va millorar les seves habilitats amb Zino Francescatti, Yehudi Menuhin, Nathan Milstein i Henryk Szeryng. Considera aquest últim com "el seu pare en la música".
Gérard Poulet fou professor, llavors professor honorari del Conservatori Nacional de Música de París. Entre els seus estudiants hi ha els violinistes Yaïr Benaïm, Renaud Capuçon, Sarah Nemtanu, Jean-Marc Phillips-Varabédjian, Svetlin Roussev, Marie Scheublé, Klodiana Skenderi, Guillaume Sutre, Akiko Yamada. També va ser professor titular a "l'École normale de musique" de París i a la Universitat de les Arts de Tòquio. Encara és convidat pel Conservatori Americà de Fontainebleau cada estiu.
A la seva discografia, la crítica ha rebut una gran acollida per diversos enregistraments, sobretot de la sonata per a violí solista de Bartók i les sis sonates i partites per a violí de Johann Sebastian Bach.

## Films
- Une leçon particulière, realització Claude Mouriéras, disseny Olivier Bernager i François Manceaux, 1987.

## Honors
- Comandant de l'Ordre de les Arts i les Lletres. Va ser ascendit a Comandant el 12 de març de 2019.[3]